# Centrale nucléaire de Stade
La centrale nucléaire de Stade est définitivement arrêtée depuis novembre 2003. Le responsable de son démantèlement est l'ancien exploitant E.ON.
La centrale est située sur la rive gauche de l'Elbe sur la commune de Stade, environ à 35 km de Hambourg en Basse-Saxe, non loin de la centrale thermique de Schilling, elle aussi arrêtée.
La centrale disposait d'un réacteur à eau pressurisée d'une puissance électrique de 672 MW mis en service en janvier 1972. Pendant toute l'exploitation de la centrale, de la vapeur a été fournie aux marais salants voisins.
En août 2002, un court-circuit a provoqué un incendie qui a déclenché l'alarme, mais a aussi affecté certains organes de sécurité. L'incendie a été éteint sans intervention de pompiers externes. Aucun employé ne fut blessé. À la suite de cet incident, le réacteur a été arrêté provisoirement.
Après l'arrêt définitif en 2003, l'autorisation pour la première phase de démantèlement a été attribuée en septembre 2005, puis une seconde autorisation a été communiquée en février 2006.

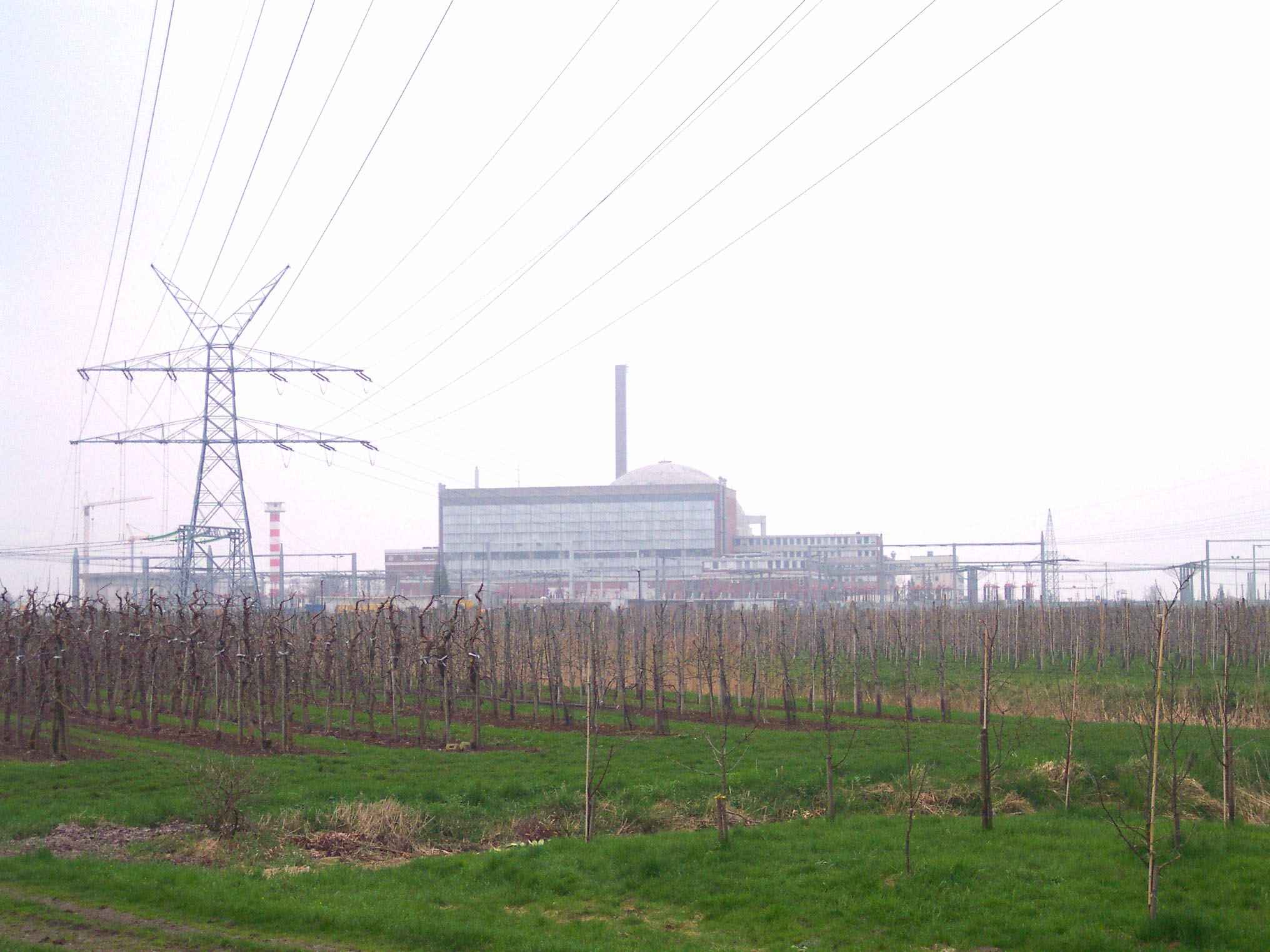
Vue du nord-ouest avec la ligne THT
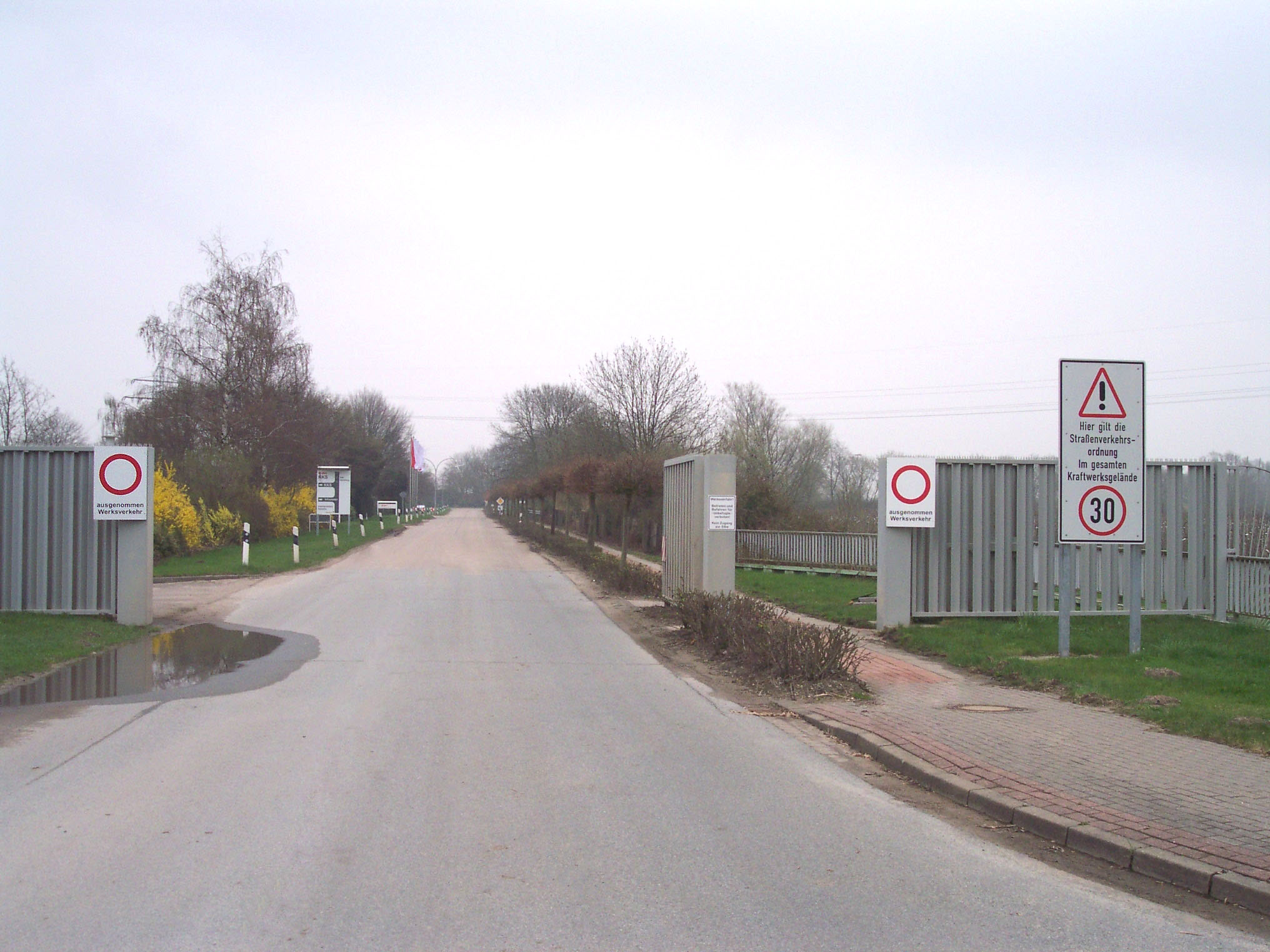
L'entrée de la centrale
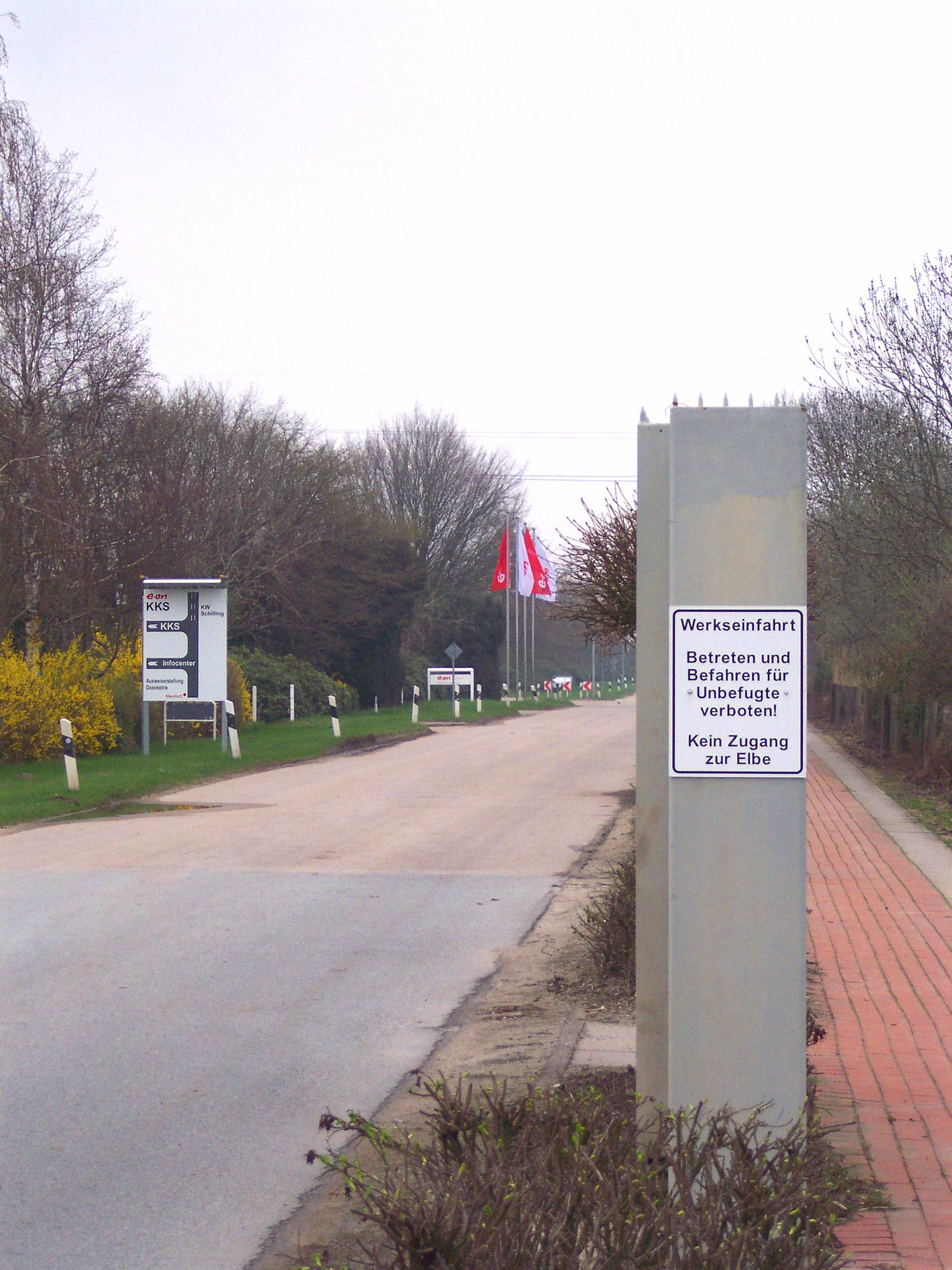
Signalisation à l'entrée de la centrale
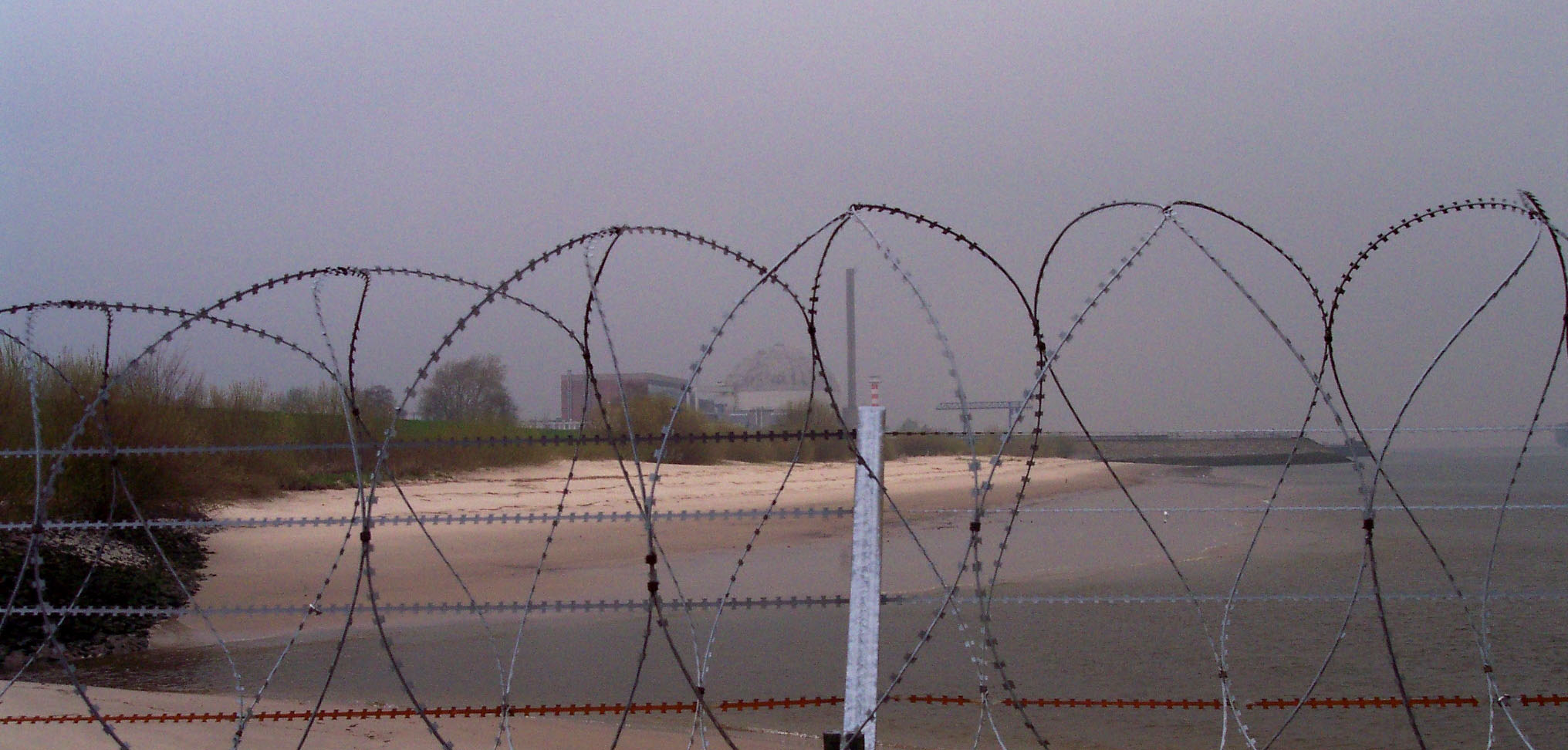
Clôture de l'OTAN